# Historia de Zimbabue

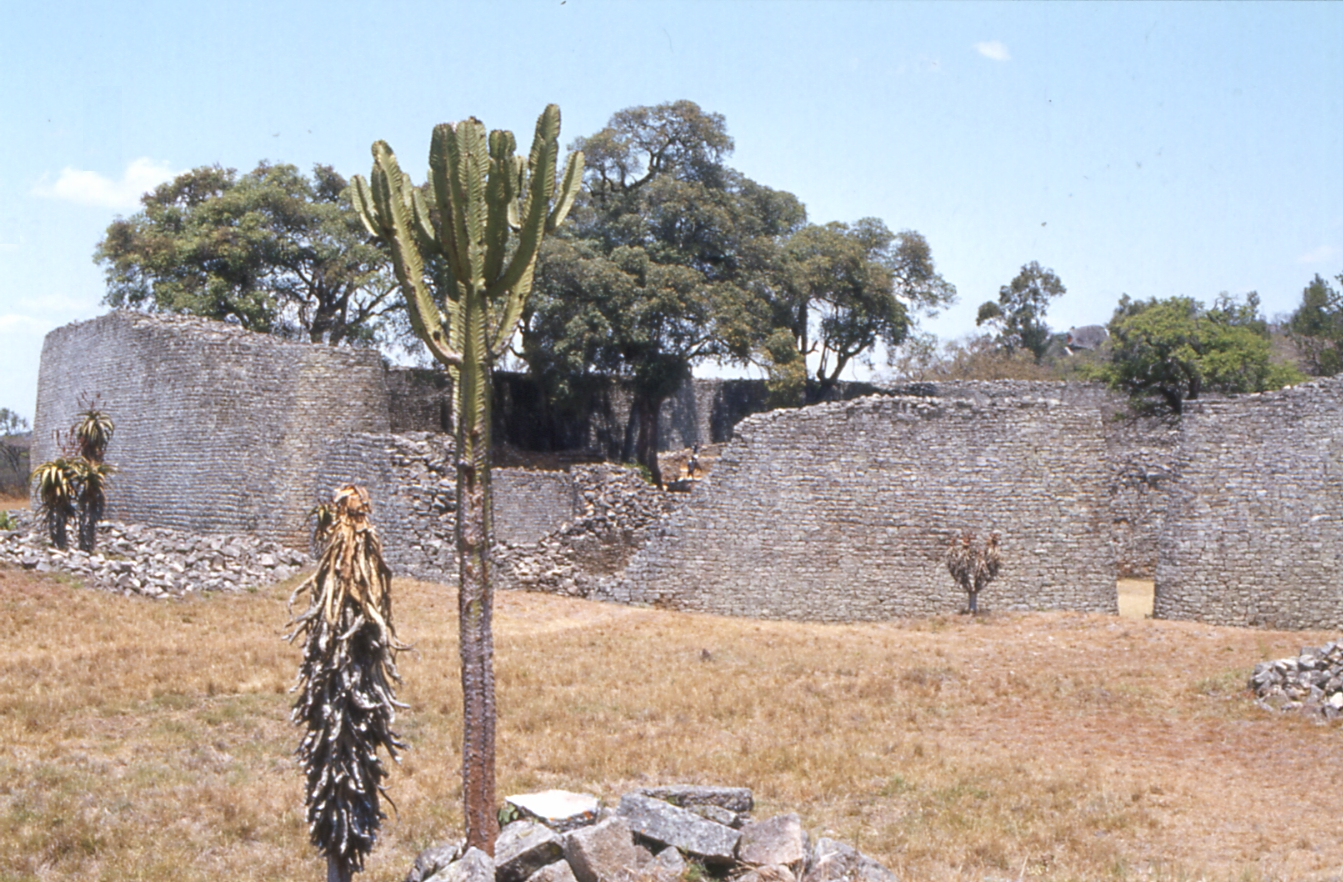
Zimbabue es la cuna de uno de los imperios más grandes e importantes de África. En la imagen la muralla del Gran Zimbabue.

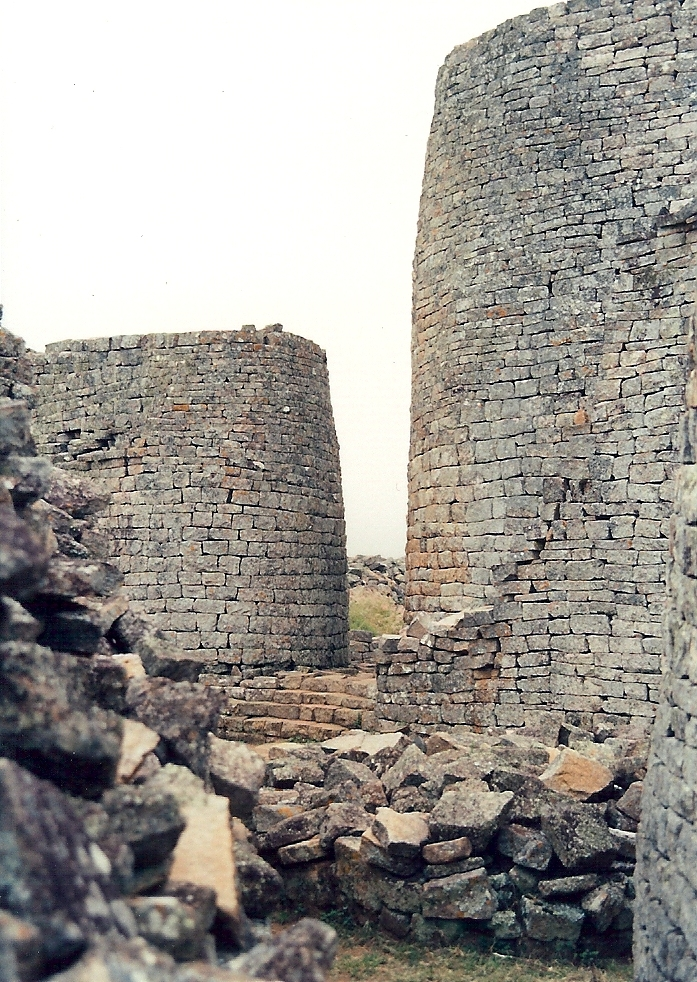
Torres del Gran Zimbabue.

La historia de Zimbabue se refiere al actual territorio de Zimbabue, que cuenta con una de las poblaciones humanas más antiguas de toda la Tierra. Zimbabue también posee uno de los patrimonios arqueológicos más importantes de África subsahariana como muestran los 35.000 restos arqueológicos encontrados. Incluye el Gran Zimbabue del que toma el país su nombre.
El período entre los primeros humanos y la llegada de los europeos es, pese a todo lo excavado, aún un gran misterio, como también lo son las razones que, de pronto, impulsaron a aquellos humanos de piel negra a descender hacia el sur, ocupando países ahora de mayoría negra como Namibia o Sudáfrica.
Los debele (rama tabelle) tomaron posesión, bajo el mando del líder Zulú Mzilikazi, del área de Matabeleland en 1834 después de haber sido expulsados de KwaZulu, Sudáfrica, durante el Faneca.
Durante mucho tiempo fue un lugar mítico para los europeos, lleno de oro, marfil y otras riquezas. Posteriormente una colonia donde habitaba una considerable población blanca que dotó al país de una notable infraestructura; pero durante muchos años le negó el conocimiento de su pasado como un imperio africano, hasta la llegada de la independencia que ha supuesto serias mejoras y un ejemplo para imitar por otros países subdesarrollados, según la opinión de varios autores africanos como Ali A Mazrui; pero también un régimen totalitario donde la violación de los Derechos Humanos es un hecho sistemático y prolongado como denunció Amnistía Internacional.

## Zimbabue como colonia británica
En 1867 se descubrió oro en Zimbabue. Esto despertó la curiosidad de los ingleses que acabaron ocupando el territorio a pesar de las reivindicaciones de Portugal, país al que Gran Bretaña dio un ultimátum en 1880. La colonia quedó designada, en 1885, como Rhodesia, en homenaje a Cecil Rhodes, quien promovió su constitución, teniéndose así dos Rhodesias
Las dos Rhodesias se asociaron en 1953 con Malaui para constituir la Federación de África Central, en la cual la Rodesia del sur era la parte más importante. Deshecha la federación en 1963, Malawi se volvió independiente y la Rodesia del norte, con la designación de Zambia también se independizó, pero el Reino Unido se negó a conceder la autonomía a la Rhodesia del sur por ser gobernada por la minoría blanca: este decretó en forma unilateral la independencia en 1965 y adoptó el régimen republicano en 1970. El bloqueo económico decretado por la ONU y la guerrilla, que ganó extraordinario impulso después de la independencia de Mozambique en 1975, hicieron que el país ascendiera a la independencia en el año 1980, tomando entonces el nombre oficial de Zimbabue.
La guerrilla negra se inició en 1964 y solo acabó con su victoria en 1979. Durante ella lucharon de parte del gobierno 5.000 miembros de la fuerza aérea, 10.000 del ejército, 8.000 policías, 35.000 reservistas, 1.500 tropas sudafricanas y miles de mercenarios (1600 de Sudáfrica, 1800 de Francia, 1050 de Alemania Occidental, 800 de Israel y 2800 de Portugal). Los rebeldes del ZAPU sumaban 20.000 combatientes armados.

## Zimbabue independiente
En 1985, Robert Mugabe, líder nacionalista negro es elegido, optando por la vía del socialismo. En 1987 se establece un régimen presidencial, siendo Mugabe electo jefe de Estado. 

### Década de 1990
En 1990 son retiradas progresivamente las tropas que habían sido instaladas en Mozambique. Mugabe fue reelegido en 1996 con su partido ZANU-PF, aunque fue acusado por sus contendientes de favoritismo por parte del gobierno. 

### Década del 2000
Para el 2000, el ZANU-PF gana mayoría en el congreso, aunque se hace notorio el avance opositor del partido Movimiento por el Cambio Democrático (MCD); este partido quedaría en segundo lugar en los comicios presidenciales del 2002, reeligiéndose Mugabe. Este país de África tiene como influencia a los países vecinos como fue la independencia de Ghana o la de Kenia, entre otros, que lo influenciaron a desarrollar la independencia a Rodesia actual Zimbabue. 
En abril de 2008 se celebraron elecciones presidenciales y legislativas en las que triunfó el opositor Movimiento por el Cambio Democrático, sin embargo su candidato presidencial Morgan Tsvangirai se retiró de la segunda vuelta alegando amenazas y por consiguiente, Mugabe fue reelegido.
En enero de 2009, Morgan Tsvangirai anunció que haría lo que los líderes de África habían insistido y se uniría a un gobierno de coalición como primer ministro con su némesis, el presidente Robert Mugabe. El 11 de febrero de 2009, Tsvangirai prestó juramento como primer ministro de Zimbabue. En 2009, la inflación había alcanzado un máximo de 500 000 millones % por año bajo el gobierno de Mugabe y la moneda de Zimbabue no tenía valor. La oposición compartió el poder con el régimen de Mugabe entre 2009 y 2013, Zimbabue pasó a utilizar el dólar estadounidense como moneda y la economía mejoró alcanzando una tasa de crecimiento del 10% anual

### Década del 2010
Las elecciones generales de 2013 dieron nuevamente como vencedor a Mugabe.
El 14 de noviembre de 2017 el ejército se rebela contra Mugabe después de la destitución del vicepresidente del país. Una semana más tarde, Mugabe cede y renuncia a la presidencia del país, asumiendo como su sucesor el líder golpista Emmerson Mnangagwa.
Robert Mugabe, muy debilitado, va a Singapur para recibir atención, ya que ningún hospital de Zimbabue puede hacerlo adecuadamente debido al deterioro del sistema de salud del país. Murió el 6 de septiembre de 2019, a la edad de 95 años, en un hospital de Singapur donde había estado hospitalizado durante cuatro meses. Poco antes de su muerte, aún negándose a abandonar el poder, se negó a ser enterrado en la necrópolis nacional de Acre de los Héroes. Se decretan varios días de duelo nacional hasta su funeral, y toda la clase política le rinde homenaje.
El 30 de julio de 2018 se celebraron elecciones generales para elegir al presidente y a los miembros de ambas cámaras del parlamento. El partido gobernante ZANU-PF ganó la mayoría de los escaños en el parlamento, el actual presidente Emmerson Mnangagwa fue declarado ganador después de recibir el 50,8% de los votos. 

#### Protestas del 2019
En enero de 2019, tras un aumento del 130 % en el precio del combustible, miles de zimbabuenses protestaron y el gobierno respondió con una represión coordinada que resultó en cientos de arrestos y múltiples muertes.

### Década del 2020
Para el 2021, el crecimiento anual del PIB se estimó en un 3.9%, una significativa mejoría en comparación a los dos años previos de recesión económica.